# Дыкман, Израиль Лазаревич
Израиль Лазаревич Дыкман — советский хозяйственный, государственный и политический деятель.

## Биография
Родился в 1930 году в Томске. Член КПСС.
С 1953 года — на хозяйственной, общественной и политической работе. В 1953—1986 гг. — мастер керамического цеха Псковского завода радиодеталей, начальник цеха № 1, главный инженер, директор Псковского завода радиодеталей, генеральный директор производственного объединения «Рубин».
Делегат XXIII съезда КПСС.
Умер в Пскове в 1986 году.